# هاشم بن حامد الرفاعي

## نشأته
ولد في إمارة رأس الخيمة في 01 يناير 1959 ومتزوج ولديه خمسة عشر ولداً.

## التخصصات العلمية
- دكتوراة في التقنية والمعلومات من جامعة شرق لندن (المملكة المتحدة - بريطانيا) 1996م.
- ماجستير في إدارة الأعمال وعلوم الكمبيوتر من جامعة المسيسبي (الولايات المتحدة الأمريكية) 1989م.
- بكالوريوس في إدارة الأعمال ونظم معلومات الكمبيوتر من جامعة نورث كارولاينا (الولايات المتحدة الأمريكية) 1986م.
- دبلوم في هندسة الكمبيوتر من جامعة نورث كارولاينا (الولايات المتحدة الأمريكية) 1982م.

### المرحلة العلمية
- عمل وتدرج بمناصب عده منها مدير دائرة المشتريات والمخازن، مدير عام مركز التطوير التكنولوجي والمعلومات، مدير عام هيئة الحكومة الالكترونية، مدير مشاريع الحكومة التقنية، ثم مستشاراً للحكومة.
- تم اختياره من ضمن الشخصيات القيادية وصانعي القرار لقمة التكنولوجيا الحكومية، بمبادرة البرنامج الإنمائي لهيئة الأمم المتحدة وجامعة الدول العربية.

## الوظائف العملية

### الوظائف الحالية
- مستشار حكومة رأس الخيمة للتقنية والمعلومات.
- مدير عام هيئة الحكومة الإلكترونية.
- مدير المشروعات الآلية والإلكترونية والجغرافية.

### الوظائف السابقة
- مستشار الحكومة لتقنية المعلومات والحاسب الآلي.
- مدير مركز التطوير التكنولوجي والمعلومات (مرتع).
- مدير مشروعات الحكومة الآلية.
- مدير دائرة المشتريات والمخازن العامة.

## أهم الإنجازات
- مؤسس دائرة المشتريات والمخازن العامة، مع أول قسم ومختبر للحاسب الآلي.
- مؤسس مركز التطوير التكنولوجي والمعلومات (مرتع)، ثم تم ترقية المركز إلى هيئة رسمية سمّيت بـ: هيئة الحكومة الإلكترونية.
- مؤسس ورئيس تحرير مجلة (معلوماتك)؛ المجلة الرسيمة الناطقة باسم هيئة الحكومة الإلكترونية وتصدر عنها وتعنى بشؤون التقنية والمعلومات، وتقود عملية نشر الوعي الإلكتروني بين فئات المجتمع.

## الكتب المؤلفة

### المؤلفات الإسلامية
- الجائز وغير الجائز من أحكام الجنائز...	: (عربي/ أردي/ فارسي)، الإمارات، عام 2007م.
- إن شر الرعاء الحطمة: (عربي /أردي/ فارسي)، الإمارات، عام 2002م.
- العمرة، على نهج رسول الله - صلى الله عليه وسلم: (إنجليزي) بريطانيا، عام 1996م.
- الأذكار	: (عربي/ إنجليزي)، بريطانيا، عام 1995م.
- سجود السهو (في الصلاة): (إنجليزي)، بريطانيا، عام 1994م.
- إزهاق الباطل: (إنجليزي)، بريطانيا، عام 1993م.
- أمر تعدد أزواج النبي – صلى الله عليه وسلم – نقي كالنقاء: (إنجليزي) بريطانيا،1993م.
- أوروبا وبدع بعض المذاهب الإسلامية (The Software of the Soul): (إنجليزي) بريطانيا، عام 1993م.
- القرآن الرباني وأناجيل النصراني، وطعم البرياني: (عربي / إنجليزي)، الولايات المتحدة، عام 1992م.
- حقائق عن القرآن ما بين التنـزيل والخليفة عثمان:(عربي/ إنجليزي)، الولايات المتحدة، عام 1990م.
- في البحث عن الحقيقة النقية:(إنجليزي)، الولايات المتحدة، عام 1989م.

### المؤلفات التخصصية في الإدارة وتقنية الاتصالات والمعلومات
- نحو إنسان إلكتروني: (عربي)، 1427 – 2006م
- دليل البريد الإلكتروني: (عربي)، 1426 – 2005م
- توصيف التوظيف...!: (عربي)، 1426 – 2005م
- الإنجازات التكنولوجية لهيئة الحكومة الإلكترونية: (عربي)، 1426 – 2005م
- صيد النية تلقاء التوطين والوظائف التقنية: (عربي)، 1426 – 2005م
- الرأي المبين في الوظائف التقنية والتوطين: (عربي)، 1425 – 2004م
- البيان المرصع حول فعاليات وأنشطة مرتع: (عربي)، 1424 – 2003م
- عقل أم حاسب إلكتروني: (عربي)، الإمارات، عام 1988م.
- قاموس المدير الممتاز:(إنجليزي)، الولايات المتحدة، عام 1986م.

### المؤلفات العامة (في مجالات مختلفة)
- يزعمون أن أرقامنا العربية الأصلية الأصيلة هندية! : (عربي) الإمارات، عام 2005م.
- ويكأنه تمخض الجمل فولد فأرة: (عربي)، الإمارات، عام 2001م
- الواقعية… لا التهويل ولا التهوين: (عربي)، الإمارات، عام 2000م.
- حديقة الكوخ دائمة الخضرة – ديوان شعر بالإنجليزي، نشر في بريطانيا من 1996 – 2006م.
- دليل التاجر الخليجي للدول الصناعية، والعكس: (عربي/ إنجليزي)، بريطانيا، عام 1996م.
- برامج الروح والعقل (The Software of the Mind and the Soul): (إنجليزي) تحت النشر، هولندا، عام 1429/2008م.

### البحوث العلمية
- إمكانية ابتكار أو اختراع أو تصميم أو تجميع أجهزة مع برامجها المناسبة بتكلفة منافسة تتناسب وظروف العميل والعمل في الإمارات ودول مجلس التعاون الخليجي، بالإضافة إلى إمكانية تصدير هذا المشروع أو المنتج إلى الدول المتطورة، بحث تم تقديمه إلى حكومة رأس الخيمة عام (1996).
- تأسيس مركز تدريب لخريجي الجامعات الوطنية، لتأهيلهم لأجل العمل المناسب وللمنافسة مع أي منافس من أي جامعة عالمية، بحث تم تقديمه إلى حكومة رأس الخيمة عام (1997).
- إحلال أساليب الإدارة الحديثة محل الإدارة العشوائية التي يعاني منها بعض عناصر/ جهات مجتمع الإمارات إلى حد ما، بحث تم تقديمه إلى حكومة رأس الخيمة عام (1998م).
- بحث تأسيس مركز التطوير التكنولوجي والمعلومات (مرتع)، بمثابة مركز تدريب لمحو أمية الكمبيوتر وتحسين معلومات الكبار، تم تقديمه إلى حكومة رأس الخيمة عام (1997) وتم اعتماده.
- تحليل ميداني للأنظمة الآلية لدى شركة ديوك للطاقة الكهربائية بولاية نورث كارولاينا، الولايات المتحدة الأمريكية، تم تقديمه إلى جامعة نورث كارولاينا (1985م).
- دراسة ميدانية وتحليل النظام اليدوي لنظام التسجيل والقبول والتخرج في قسم الدراسات العليا / الماجستير بجامعة نورث كارولاينا، بالولايات المتحدة الأمريكية، عام (1989م).
- المدير الناجح ما بين التكنولوجيا والتكنوفوبيا التي يعاني منها الكثير من المسؤولين والموظفين؟، دراسة تم تقديمها إلى وزارة الداخلية عام (1996م).
- كيف تصبح استشارياً ناجحاً في مجال التقنية المعلوماتية والنظم الآلية، بحث تم تقديمه إلى جامعة المسيسبي الحكومية، بالولايات المتحدة الأمريكية عام (1993م).